# 東京神学大学
東京神学大学（とうきょうしんがくだいがく、英語: Tokyo Union Theological Seminary）は、東京都三鷹市大沢三丁目10番30号に本部を置く日本の私立大学。1930年創立、1949年大学設置。大学の略称は東神大（とうしんだい）。

## 概観

### 大学全体

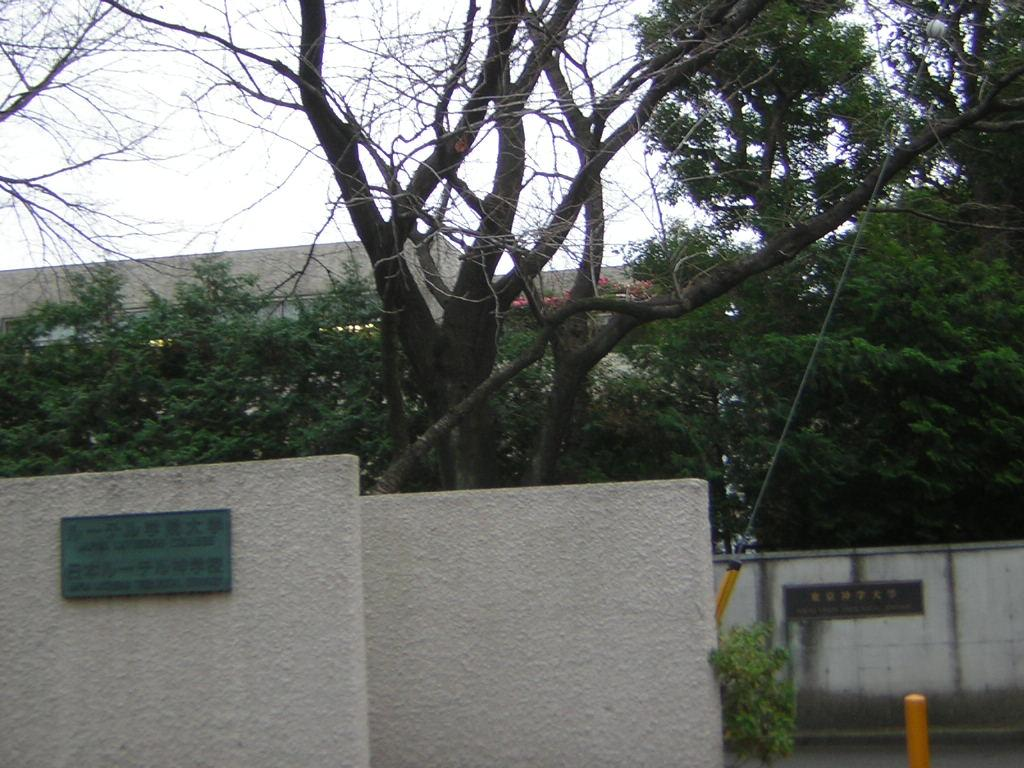
東京神学大学と隣接するルーテル学院大学

- メインライン（主流派、エキュメニカル派）プロテスタントの合同教会たる日本基督教団立の神学校である[1]。
- 特徴としてドグマ重視の教会的神学を掲げる。神学の座として教会を据え神学研究を続けながら、同時に伝道者育成を行う。キリスト教福音派からは神学的リベラルの立場に立つ神学校とみなされるが[2]、日本基督教団内では神学的保守とみなされることもある[要出典]。旧日本基督教会の改革派・長老派の影響を強く受けていると評されることもあるが[3]、メソジスト系の旧青山学院神学部をはじめ、日本の福音主義キリスト教の伝統を幅広く受け入れて成立した合同神学校である。
- リベラルアーツ教育に相当する学的営みである広義の神学と、専門職たる牧師を養成するプロフェッショナル教育としての神学の両方を兼ね備えたカリキュラムを学生に課す。
- 学外向けの講座として、信徒伝道者、教会役員、教会学校教師などに神学基礎教育を提供する目的で、本学のほとんどの教員らを講師とする「公開夜間神学講座」が東京銀座の日本基督教団銀座教会で開講されている。ただし、これを受講しても東京神学大学の単位とはならない。
- 国際基督教大学やルーテル学院大学とは地理的に近く提携関係にあるが、学生間の交流は現在ほとんど行われていない。編入学・大学院進学する人の中にはこの2つの大学出身者も多い時期もあったようだが、青山学院大学をはじめ、多様な学校の出身者が編入している[要出典]。
- 受験資格は、一般の受験資格（学部一般選抜は高卒見込以上、大学院博士前期は大卒見込以上）に加え、プロテスタント教会で洗礼（バプテスマ）を受けて1年以上（大学院は3年以上[4]）教会生活を送っていることと、学部・大学院[4]共に所属教会からの推薦を受けられることが必要である[5]。入試では召命感が最重要視される[6]。入試科目は、学部一般選抜・編入学者選抜は小論文と面接、同・指定校推薦型編入者選抜は面接のみである（2022年1月現在）。これに出願時に提出する「私の信仰経歴」と「教会推薦書」を加え、合否が総合的に判断される[7]。従って、通常の模試等の統計手法による学部合否ライン算出はほぼ不可能である。(大学院入試では、論文審査と外国語の筆記試験が課される[4]。)社会人を経て受験する人も多い[要出典]。
- 2011年5月1日現在の在学生：学部1年7名、2年2名、3年28名、4年27名、大学院1年23名、2年21名、後期10名[8]。
- 2008年5月1日現在の学部の在学生は、1年6名、2年5名、3年31名、4年25名。1年、2年生が少ない理由は、本学では他大学を卒業して編入学、学士入学するケースが多いため。学部の収容定員は125人で、そのうち在籍学生は67人、在学生比率は0.54である。2007年大学基準協会に対して「自己評価報告書」が提出され、2008年同協会が定める大学基準に適合すると認定された[9]が、学生の受け入れにおいて「重大な問題を抱えていた」と指摘され、収容定員の充足率が大きな課題となっている。
- 2017年度入学試験から、卒業後、信徒として広く教会に仕えることを目指す者に学部の学びを開放するものとして「神学研修志望」を設けた[1]。

## 沿革

### 略歴
- 1949年3月25日に新制大学として設立される[10]。
- 直接の前身は、日本基督教神学専門学校と日本基督教女子神学専門学校（1943年に設立された日本東部神学校・日本西部神学校・日本女子神学校の3校が1944年に改組）であるが、その流れは、日本神学校（1930年設立）、東京神学社（1904年植村正久が設立）、明治学院神学部（1887年設立、1930年の日本神学校設立に伴い廃止）、東京一致神学校（1877年設立）、そして1873年（明治6年）に宣教師S.R.ブラウンが横浜に設立したブラウン塾にまで遡ることができる。また、青山学院神学部（1894年設立）[11]をはじめとし、教団合同に参加した諸教派の神学校の流れも広く継承している[12]。

### 年表
- 1941年 日本基督教団設立。

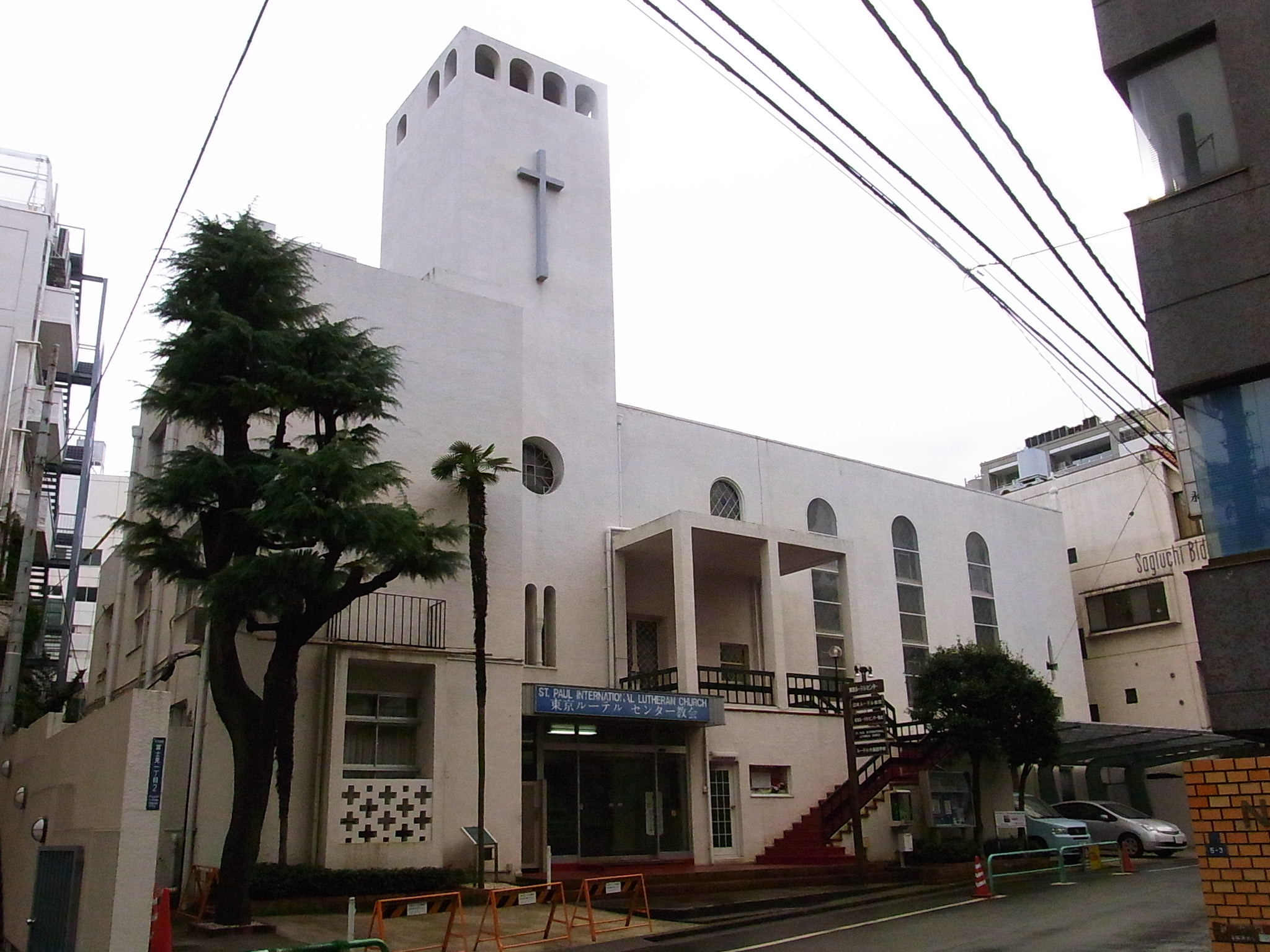
東京ルーテルセンター教会
（かつての日本神学校、日本東部神学校、日本基督教神学専門学校の校舎で、1951年まで東京神学大学が所有していた）

- 1943年 日本基督教団神学校財団により、新たに3つの神学校が設立。
  - 日本東部神学校 - 青山学院神学部・日本バプテスト神学校・日本ルーテル神学専門学校・日本神学校・聖公会神学院・東亜神学校[14]・日本一致神学校[15]・東光学院[16]が合流。
  - 日本西部神学校 - 関西学院神学部・聖書学舎・日本聖化神学校が合流（同志社は合流拒否）。
  - 日本女子神学校 - 青山学院神学部女子部・共立女子神学校・東京聖経女学院[17]・聖和女子学院が合流。
- 1944年 日本東部神学校と日本西部神学校が合併、日本基督教神学専門学校となる。また、日本女子神学校が日本基督教女子神学専門学校と改称。
- 1949年 東京神学大学が新制大学として設立（当時の所在地は中野区鷺宮と千代田区富士見町）[18]。
- 1951年 富士見町の校舎を売却。三鷹市牟礼の新校舎に移転。
- 1955年 大学院博士課程開設。旧制日本基督教神学専門学校閉校[19]。
- 1962年 校歌制定。
- 1966年 三鷹市牟礼より現在地に移転。
- 1968年 本館東部部分を増築。
- 1970年 反万博闘争起こる。
- 1986年 図書館棟竣工。

## 基礎データ

### 所在地
- 大沢キャンパス（東京都三鷹市大沢3-10-30）

### 象徴
- 校歌は1962年に制定された。作詞は野路当作、作曲は池宮英才。

## 教育および研究

### 組織

#### 学部
- 神学部
  - 神学科

学部4年生・博士前期課程1年生は、日本全国の教会に5-6週間派遣され、夏期伝道実習に参加することが義務づけられている。
- 伝道献身志望
- 神学研修志望（卒業後、信徒として広く教会に仕えることを目指す方に学部の学びを開放するものとして設けられた）

#### 大学院
- 神学研究科
  - 聖書神学専攻（博士前期課程・博士後期課程）
  - 組織神学専攻（博士前期課程・博士後期課程）

一定の成績と学士（神学）の学位を取得した学生は、原則として全員、博士前期課程に進学することになっている。1955年に博士課程（現・博士後期課程）の設置が認可されている。博士の学位を出せる大学としては日本最小規模である。現専任教員数は14名、非常勤講師22名。

#### 付属機関
- 図書館

キリスト教神学専門のものとしては日本唯一の大学図書館に、神学・宗教学・哲学を主とした和書約5万冊、洋書約7万冊、合計約12万冊の蔵書があり、広く学内外の研究者に利用されている。
- 総合研究所
  - 日本伝道研究所
  - アジア伝道研究所

1973年に開設。隔年で東北アジア諸国への現地研修ツアーを開催している。

## 学生生活

### 学生会
学部生と大学院博士前期課程に所属する学生によって構成される組織。委員会、クラブ活動、行事等の活動を行っている。礼拝委員会やカルヴァン研究会、ゴスペルソング同好会などキリスト教関連のものが多いが、体育会系のクラブも若干数存在している。

### 礼拝と宗教行事

#### 礼拝
教師も学生も日曜日は教会の礼拝に出席しているため、月曜日は選択科目が2コマあるだけである。
チャペルでの学内礼拝は、授業期間中の火曜日から土曜日まで毎朝行われる。説教は、教授陣と学生がこれに当たるが、学外からのゲストを説教者に迎えることもある。パイプオルガンの奏楽も主として学生が奉仕する。学内礼拝は、教室における学びと並んで学生生活の中心として位置付けられている。
クリスマスにはクリスマス礼拝が開催される。

#### 夏期伝道実習
学部4年と大学院前期課程1年を中心とした学生が夏期休暇期間に参加する実習。全国の教会に実習生として派遣され、1ヶ月間実際に説教や様々な奉仕に従事する。開催にあたっては事前に壮行祈祷会、事後に報告会が開催される。

#### 全学修養会
毎年11月に開催されている修養会。学内全ての学生、教員が参加する。主題が学生たちが決め、学内外から講師を招いて開催される。

## 大学関係者と組織

### 歴代理事長
- 初代 富田満
- 第2代 北村徳太郎
- 第3代 大村勇
- 第4代 武藤富男
- 第5代 竹森満佐一
- 第6代 宮本武之助
- 第7代 鵜飼勇
- 第8代 松永希久夫
- 第9代 齋藤正彦
- 第10代 倉松功
- 第11代 伊藤瑞男
- 第12代 近藤勝彦

### 歴代学長
- 初代 桑田秀延 - 神学者（組織神学）
- 第2代 高崎毅 - 神学者（実践神学）
- 第3代 佐藤敏夫 - 神学者（組織神学）
- 第4代 竹森満佐一 - 神学者（新約聖書学）
- 第5代 大木英夫 - 神学者（組織神学）、聖学院前理事長・院長
- 第6代 熊沢義宣 - 神学者（組織神学）
- 第7代 松永希久夫 - 神学者（新約聖書学）
- 第8代 左近淑 - 神学者（旧約聖書学）
- 第9代 松永希久夫 - 神学者（新約聖書学）
- 第10代 山内眞 - 神学者（新約聖書学）
- 第11代 近藤勝彦 - 神学者（組織神学）
- 第12代 芳賀力 - 神学者（組織神学）
- 第13代 大住雄一 - 神学者（旧約聖書学）
- 第14代 芳賀力 - 神学者（組織神学）
- 第15代  神代真砂実 -神学者（組織神学）

### 過去の専任教員
- 赤木善光 - 神学者（歴史神学）、元教授
- 加藤常昭 - 神学者（実践神学）、元教授、「説教塾」主宰者
- 北森嘉蔵 - 神学者（組織神学）、主著『神の痛みの神学』、元教授、合同時、旧日本ルーテル神学専門学校より参加
- 熊野義孝 - 神学者（組織神学）、主著『教義学』全3巻
- 左近義慈 - 神学者（旧約聖書学）、元教授、合同時、旧青山学院神学部より参加
- 原島鮮 - 物理学者（理論物理学）、元教授、東京女子大学元学長
- 平野保 - 神学者（新約聖書学）、元教授
- 船水衛司 - 神学者（旧約聖書学）、元教授、合同時、旧青山学院神学部より参加
- 山口隆康 - 神学者（実践神学）、元教授

### 過去の客員教員
- 赤星進 - 精神医学者、元校医
- 鵜沼裕子 - 哲学者
- 大西直樹 - 人文科学者
- 岡野昌雄 - 哲学者
- 川鎮郎 - 文学者
- 徳善義和 - 神学者
- 古屋安雄 - 神学者
- 最上敏樹 - 政治学者
- 八代崇 - 神学者

## 出身者
前身である、日本基督教神学専門学校の卒業者を含む。
- 阿久戸光晴 - 聖学院名誉院長、聖学院大学元学長、福岡女学院大学学長、牧師
- 浅野順一 - 聖書学者（旧約聖書学）、青山学院大学名誉教授、牧師
- 浅見定雄 - 聖書学者（旧約聖書学）、宗教学者、評論家、東北学院大学名誉教授
- 池田守男 - 資生堂相談役、元社長、学校法人資生堂学園（資生堂美容技術専門学校）理事長、東洋英和女学院理事長・院長
- 一色義子 - 恵泉女学園元理事長、日本キリスト教婦人矯風会元会長、牧師
- 大崎節郎 - 神学者（組織神学）、東北学院大学名誉教授
- 大島力 - 神学者（旧約聖書学）、青山学院大学経済学部教授
- 梶原寿 - 神学者（組織神学）、名古屋学院大学元学長
- 川村輝典 - 神学者（新約聖書学）、東京女子大学名誉教授
- 楠本史郎 - 神学者（組織神学）、北陸学院大学学院長・教授
- 雲然俊美 - 牧師、日本基督教団総会議長
- 倉松功 - 神学者、東北学院大学名誉教授、東北学院大学元学長、学校法人東北学院元院長、本学元理事長
- 栗林輝夫 - 神学者（組織神学）、関西学院大学法学部教授
- 小杉尅次 - 哲学者、静岡産業大学教授、牧師
- 佐藤司郎 - 神学者（組織神学）、東北学院大学名誉教授
- 塩谷直也 - 神学者、青山学院大学法学部教授
- 宍戸達 - 翻訳者、牧師
- 高尾利数 - 宗教学者、法政大学名誉教授
- 高森昭 - 神学者（組織神学）、関西学院大学名誉教授
- 土戸清 - 聖書学者（新約聖書学）、東北学院大学名誉教授、牧師
- 東方敬信 - 神学者（組織神学）、青山学院大学名誉教授、牧師
- 土岐健治 - 聖書学者（新約聖書学）、一橋大学名誉教授
- 土肥隆一 - 元衆議院議員、牧師
- 碑文谷創 - 葬儀・宗教ジャーナリスト
- 深井智朗 - 宗教学者(ドイツ思想史)、元東洋英和女学院教授・院長
- 深町正信 - 神学者、青山学院元院長、牧師
- 宗藤尚三 - 牧師、随筆家、宗教者、反原発主義者
- 村上伸 - 神学者（組織神学）、東京女子大学名誉教授、牧師
- 森野善右衛門 - 神学者、東北学院大学名誉教授
- 森本あんり（院修士(博士前期)) - 神学者（組織神学、アメリカ教会史）、国際基督教大学名誉教授、東京女子大学学長(2022年4月～)[24]
- 山北宣久 - 青山学院元院長、日本宗教連盟理事長、牧師
- 渡部満 - 教文館社長

## 施設

### 大沢キャンパス
- 交通アクセス：JR中央本線武蔵境駅から小田急バス乗車、「西野」バス停下車徒歩5分[25]

#### 建物
- 本館

上から眺めると十字架の形をした建物。礼拝堂、集会室、教室等を備えている。礼拝堂では入学式や卒業式も執り行われる。
- 図書館

鬼頭梓の設計により1986年に竣工。2階部分には教室、会議室、研究室がある。
- ラウンジ

本館と図書館に挟まれた建物。飲食が可能でラウンジ係の学生が用意したコーヒーを飲むことができる。学生食堂がないため、学生が昼食を食べる場所としても利用されている。
- ゲストハウス

学外の宿泊者のための施設。
- 学生寮

全学生の約半数が生活している4階建の学生寮。運営は寮生が担い、キャンパス内に居住する教員が寮監を務める。単身者用であり、家族寮はない。
- 教職員住宅

教職員のための住宅。

## 対外関係

### 他大学との協定
韓国のソウルにあるイエス教長老会神学大学校との間に相互協力協定を結び、相互に教員を派遣して講演会を持っている。

### 関係校
母体である日本基督教団が認可している神学校は次の通り。
- 関西学院大学神学部
- 東京聖書学校
- 同志社大学神学部
- 日本聖書神学校
- 農村伝道神学校

## 公式サイト
- 東京神学大学